# Ruido de fondo (película de 2022)
Ruido de fondo (título original, White Noise) es una película de comedia apocalíptica absurda de 2023 escrita para la pantalla y dirigida por Noah Baumbach adaptada de la novela del mismo título de Don DeLillo.  Es el primer largometraje dirigido de Baumbach que no se basa en una historia original propia. La película está protagonizada por Adam Driver, Greta Gerwig, Don Cheadle, Raffey Cassidy, Sam Nivola y May Nivola. Ambientada en la década de 1980, la historia sigue la vida de un académico y su familia, cuando ocurre un accidente de contaminación del aire cerca de donde residen.
White Noise tuvo su estreno mundial en el 79.º Festival Internacional de Cine de Venecia el 31 de agosto de 2022 y se estrenó en cines selectos el 25 de noviembre de 2022, antes de su lanzamiento en streaming el 30 de diciembre por Netflix. La película recibió críticas polarizadas de críticos y audiencias; Si bien la dirección, la cinematografía, las actuaciones del elenco (en particular de Driver) y la partitura de Danny Elfman de Baumbach fueron elogiadas en general, el guion de la película, los tonos variados y la duración dividieron a muchos.

## Trama
En 1984, Jack Gladney es profesor de "estudios de Hitler " (un campo que fundó) en el College-on-the-Hill en Ohio. A pesar de su especialidad, no habla alemán y en secreto está tomando lecciones básicas para prepararse para un discurso que debe dar en una conferencia. Jack está casado con Babette, su cuarta esposa. Juntos, forman una familia mixta con cuatro hijos: Heinrich y Steffie, de dos de los matrimonios anteriores de Jack; Denise, del matrimonio anterior de Babette; y Wilder, un niño que concibieron juntos. Denise espía a Babette y encuentra su receta secreta de Dylar, una droga misteriosa que no está en los registros habituales. Jack experimenta un sueño sobre un hombre misterioso que intenta matarlo, aludiendo a una conversación anterior con Babette centrada en su miedo mutuo a la muerte. El colega de Jack, Murray Siskind, profesor de cultura estadounidense, desea desarrollar un campo de nicho similar, "estudios de Elvis ", y convence a Jack para que lo ayude. Ambos se convierten brevemente en rivales a medida que surge la competencia entre sus campos.
Sus vidas se ven interrumpidas cuando un catastrófico accidente de tren arroja una nube de desechos químicos sobre la ciudad. Este “evento tóxico aerotransportado” obliga a una evacuación masiva, lo que conduce a un gran atasco de tráfico en la carretera. Jack conduce a una gasolinera para recargar su auto, donde sin darse cuenta queda expuesto a la nube. La familia y muchos otros se ven obligados a ponerse en cuarentena en un campamento de verano. Murray le proporciona a Jack una pequeña pistola del tamaño de la palma de la mano para protegerse de los supervivientes más peligrosos del campamento. Un día, se produce el caos cuando varias familias intentan desesperadamente escapar del campamento. Los Gladneys casi lo logran, pero finalmente terminan con su automóvil flotando en el río. Más tarde llegan a Iron City, donde se encuentran con un hombre que despotrica sobre la falta de atención de los medios sobre los evacuados y ve a Jack, alegando que lo había visto antes de mirarlo. Después de 9 días, la familia logra regresar a casa. Dado que Jack estuvo brevemente expuesto a los desechos químicos, su miedo a la muerte se exacerba.
Todo ha vuelto a la normalidad, excepto Babette, que se ha vuelto pálida y emocionalmente aletargada por Jack y el resto de la familia. Jack comienza a tener alucinaciones de un misterioso hombre calvo que lo sigue. Denise comparte sus preocupaciones sobre Dylar y Jack confronta a Babette. Admite haberse unido a un oscuro ensayo clínico de un fármaco para tratar las ansiedades ante la muerte y que fue aceptada a cambio de sexo con el "Sr. Gray". Intrigado por la idea, Jack le pide a Denise la botella de Dylar, pero ella revela que la tiró antes. Mientras busca en la basura, Jack encuentra un anuncio en el periódico de Dylar, lo que lo impulsa a recuperar su pistola y vengarse del Sr. Gray. Jack lo rastrea en un motel, donde descubre que el Sr. Gray era el hombre de sus alucinaciones. Jack le dispara y le coloca el arma en la mano para que parezca un suicidio. Babette aparece inesperadamente y ve a un Sr. Gray aún vivo, que logra dispararles a ambos. Después de que Jack y Babette convencen al confundido Sr. Gray de que él es el responsable de sus heridas, lo llevan a un hospital. Allí, la pareja también se reconcilia.
Al día siguiente, los Gladneys compran en un supermercado A&P, donde la familia participa en un número de baile con todos los demás clientes y empleados.
 

## Producción

### Desarrollo
El 28 de julio de 2004, Barry Sonnenfeld estaba listo para dirigir la adaptación cinematográfica de White Noise a partir de un guion de Stephen Schiff. En 2016, Uri Singer adquirió los derechos del libro e impulsó el desarrollo del proyecto. El 17 de octubre de 2016, Michael Almereyda estaba listo para escribir y dirigir la adaptación cinematográfica. El 13 de enero de 2021, se reveló que Noah Baumbach adaptaría y dirigiría la película para la producción de Netflix junto a David Heyman y Uri Singer.

### Fundición
El 22 de diciembre de 2020, Adam Driver y Greta Gerwig fueron elegidos para la película. En abril de 2021, Raffey Cassidy, May Nivola y Sam Nivola se unieron al elenco de la película. En junio de 2021, Jodie Turner-Smith inició negociaciones para unirse al elenco. Ella confirmaría su participación el próximo mes, además de revelar que Don Cheadle también protagonizaría. En agosto de 2021, se anunció que André Benjamin se había unido al elenco de la película.

### Música
La banda sonora de la película está compuesta por Danny Elfman, que se lanzó en un álbum de banda sonora el 18 de noviembre de 2022. LCD Soundsystem se reunió para grabar su primera música nueva en más de cinco años para la película. Titulada " New Body Rhumba ", la canción fue lanzada como sencillo el 30 de septiembre.

## Lanzamiento
White Noise tuvo su estreno mundial como la película de apertura del 79.º Festival Internacional de Cine de Venecia el 31 de agosto de 2022, y también sirvió como la película de apertura del Festival de Cine de Nueva York de 2022 el 30 de septiembre. También se proyectó en el 31 ° Festival de Cine de Filadelfia en octubre de 2022. La película fue estrenada en cines en los Estados Unidos por Netflix el 25 de noviembre de 2022, antes de su estreno en streaming el 30 de diciembre.

## Recepción

### Crítica
En el sitio web del agregador de reseñas Rotten Tomatoes, White Noise tiene una calificación del 63% basada en 206 reseñas, con una calificación promedio de 6.4/10. El consenso de los críticos del sitio dice: " White Noise puede tener problemas ocasionalmente con su material fuente supuestamente no filmable, pero Noah Baumbach logra encontrar el corazón humorístico de su historia sorprendentemente oportuna". En Metacritic, que utiliza un promedio ponderado, la película tiene una puntuación de 66 sobre 100, basada en 41 críticos, lo que indica críticas "generalmente favorables".
Al revisar la película después de su estreno en el Festival de Cine de Venecia, Peter Bradshaw de The Guardian le dio a la película cinco de cinco estrellas y escribió: "Baumbach ha aterrizado una ballena blanca considerable en su adaptación tremendamente elegante y segura". David Rooney, de The Hollywood Reporter, lo describió como "una señal clara a partes iguales y una estática agotadora", elogiando las actuaciones del elenco, el humor y la partitura, pero encontrando que el guion es inconsistente. David Ehrlich de IndieWire calificó la adaptación como "inspirada y exasperante a partes iguales".

### Premios y nominaciones
| Premio                                                  | Fecha de la ceremonia    | Categoría                                                     | Nominados                                                      | Resultado |
| ------------------------------------------------------- | ------------------------ | ------------------------------------------------------------- | -------------------------------------------------------------- | --------- |
| Festival de Cine de Venecia                             | 10 de septiembre de 2022 | León de Oro                                                   | Noah Baumbach                                                  | Nominado  |
| Festival de Cine de Venecia                             | 10 de septiembre de 2022 | Premio Green Drop                                             | Noah Baumbach                                                  | Ganador   |
| Mill Valley Film Festival                               | 15 de octubre de 2022    | Premio MVFF al Mejor Guion                                    | Noah Baumbach                                                  | Ganador   |
| Hollywood Music in Media Awards                         | 16 de noviembre de 2022  | Mejor banda sonora                                            | Danny Elfman                                                   | Nominado  |
| Hollywood Music in Media Awards                         | 16 de noviembre de 2022  | Mejor canción original                                        | James Murphy, Nancy Whang, Patrick Mahoney ("new body ehumba") | Nominada  |
| Phoenix Critics Circle                                  | 15 de diciembre de 2022  | Mejor actor                                                   | Adam Driver                                                    | Nominado  |
| Asociación de Críticos de Cine de San Luis              | 18 de diciembre de 2022  | Mejor guion adaptado                                          | Noah Baumbach                                                  | Nominado  |
| Indiana Film Journalists Association                    | 19 de diciembre de 2022  | Mejor guion adaptado                                          | Noah Baumbach                                                  | Nominado  |
| Indiana Film Journalists Association                    | 19 de diciembre de 2022  | Mejor partitura musical                                       | Danny Elfman                                                   | Nominado  |
| Indiana Film Journalists Association                    | 19 de diciembre de 2022  | Mejor coreografía de acrobacias/movimiento                    | David Neumann                                                  | Nominado  |
| North Carolina Film Critics Association                 | 3 de enero de 2023       | Premio Homenaje al Compositor                                 | Danny Elfman                                                   | Ganador   |
| North Carolina Film Critics Association                 | 3 de enero de 2023       | Mejor canción original                                        | “new body rhumba”                                              | Nominada  |
| Music City Film Critics Association                     | 9 de enero de 2023       | Mejor canción original                                        | “new body rhumba”                                              | Nominada  |
| Premios Globo de Oro                                    | 10 de enero de 2023      | Mejor actor - Comedia o musical                               | Adam Driver                                                    | Nominado  |
| Premios de la Crítica Cinematográfica                   | 15 de enero de 2023      | Mejor canción                                                 | “new body rhumba”                                              | Pendiente |
| North Dakota Film Society                               | 16 de enero de 2023      | Mejor canción original                                        | “new body rhumba”                                              | Pendiente |
| Portland Critics Association                            | 16 de enero de 2023      | Mejor película de comedia                                     | Noah Baumbach, David Heyman, Uri Singer                        | Pendiente |
| Portland Critics Association                            | 16 de enero de 2023      | Mejor actor                                                   | Adam Driver                                                    | Pendiente |
| Seattle Film Critics Society                            | 17 de enero de 2023      | Mejor diseño de producción                                    | Claire Kaufman y Jess Gonchor                                  | Pendiente |
| Chicago Indie Critics                                   | 23 de enero de 2023      | Mejor canción original                                        | “new body rhumba”                                              | Pendiente |
| Premios de la Sociedad de Decoradores de Estados Unidos | 14 de febrero de 2023    | Mejor logro en decoración/diseño en una película de época     | Claire Kaufman y Jess Gonchor                                  | Pendiente |
| Art Directors Guild Awards                              | 18 de febrero de 2023    | Excelencia en diseño de producción para una película de época | Jess Gonchor                                                   | Pendiente |